# FCアヌシー
FCアヌシー（Football Club d'Annecy）は、フランス・オート＝サヴォワ県・オーヴェルニュ＝ローヌ＝アルプ地域圏・アヌシーを本拠地とするサッカークラブ。2022-23シーズンからはリーグ・ドゥに所属している。

## 歴史
1927年5月設立。設立後長らくはアマチュアクラブとして活動していたが、1988-89シーズンにディビジョン・ドゥへと昇格したことを機にプロ化へと舵を切った。1990-91シーズンには、クラブ史上最高成績となるリーグ戦9位に加えてクープ・ドゥ・フランスでもベスト16という成績を収めた。しかし、1992-93シーズンにディビジョン・ドゥから降格すると、経営難から1993年10月にクラブは解散を余儀なくされ、プロクラブとしての地位を失った。
それでも、解散と同時にアヌシーFC（Annecy Football Club）が前クラブの歴史を資産を受け継ぐ形で創設され、地域リーグにあたる7部リーグからの再スタートを切った。それから20年近くの歳月が経過した2013年にクラブ名を旧クラブと同じFCアヌシー（FC Annecy）へと変更し、2015-16シーズンにフランス全国選手権2へと昇格した。
2021-22シーズン、ローラン・ギヨー監督の下、フランス全国選手権の最終節でCSスダン・アルデンヌを2-0で下し、リーグ・ドゥ自動昇格圏内のリーグ2位でシーズンを終えた。リーグ・ドゥ昇格を果たして迎えた2022-23シーズン、クープ・ドゥ・フランスでは1990-91シーズン以来となるベスト16を突破し、ベスト8でオリンピック・マルセイユをPK戦の末に破って2部所属ながらベスト4進出という快挙を成し遂げた。

## タイトル

### 国内タイトル
- フランス全国選手権2 : 2回
  - 1983-84, 2019-20

- フランスアマチュア選手権 : 1回
  - 1959-60[6]

### 国際タイトル
- なし

## 過去の成績
| シーズン | リーグ戦            | リーグ戦 | リーグ戦 | リーグ戦 | リーグ戦 | リーグ戦 | リーグ戦 | リーグ戦 | リーグ戦 | クープ・ドゥ・フランス |
| シーズン | ディビジョン        | 試       | 勝       | 分       | 敗       | 得       | 失       | 点       | 順位     | クープ・ドゥ・フランス |
| -------- | ------------------- | -------- | -------- | -------- | -------- | -------- | -------- | -------- | -------- | ---------------------- |
| 2016-17  | フランス全国選手権2 | 28       | 15       | 5        | 8        | 50       | 32       | 50       | 3位      | 5回戦敗退              |
| 2017-18  | フランス全国選手権2 | 30       | 16       | 9        | 5        | 51       | 33       | 57       | 2位      | 7回戦敗退              |
| 2018-19  | フランス全国選手権2 | 30       | 15       | 9        | 6        | 50       | 34       | 53       | 3位      | 7回戦敗退              |
| 2019-20  | フランス全国選手権2 | 21       | 12       | 6        | 3        | 30       | 16       | 42       | 1位      | 8回戦敗退              |
| 2020-21  | フランス全国選手権  | 34       | 9        | 13       | 12       | 42       | 47       | 40       | 14位     | ベスト32               |
| 2021-22  | フランス全国選手権  | 34       | 19       | 9        | 6        | 55       | 30       | 66       | 2位      | 8回戦敗退              |
| 2022-23  | リーグ・ドゥ        | 38       | 11       | 12       | 15       | 39       | 51       | 45       | 17位     | ベスト4                |
| 2023-24  | リーグ・ドゥ        | 38       | 12       | 10       | 16       | 49       | 50       | 46       | 14位     | 8回戦敗退              |
| 2024-25  | リーグ・ドゥ        | 34       |          |          |          |          |          |          | 位       |                        |

## 現所属メンバー
2024年1月19日 現在
注：選手の国籍表記はFIFAの定めた代表資格ルールに基づく。
| No. | Pos. |                  | 選手名                     |
| --- | ---- | ---------------- | -------------------------- |
| 1   | GK   | フランス         | フロリアン・エスカレ       |
| 3   | DF   | カメルーン       | モイーズ・マホプ           |
| 4   | DF   | コートジボワール | ジュニオル・ディアス       |
| 5   | MF   | アルジェリア     | アハメド・カシ ()          |
| 6   | DF   | フランス         | フランソワ・ラジュジ       |
| 8   | DF   | フランス         | ジョナタン・ゴンサルヴェス |
| 9   | FW   | フランス         | ロマン・スパノ             |
| 10  | FW   | マダガスカル     | ワレン・カディ             |
| 12  | FW   | フランス         | ケヴィン・テステュ         |
| 13  | DF   | フランス         | ガビ・ジャン               |
| 14  | DF   | フランス         | ケヴィン・ムアンガ         |
| 15  | FW   | フランス         | ブライアン・ベイヤー       |
| 16  | GK   | フランス         | トマ・カレンズ             |

| No. | Pos. |                  | 選手名                   |
| --- | ---- | ---------------- | ------------------------ |
| 17  | MF   | フランス         | ヴァンサン・パジョ       |
| 18  | MF   | モロッコ         | ノルダン・カンディル     |
| 19  | FW   | フランス         | サミュエル・エンタマック |
| 20  | MF   | フランス         | ヤクバ・バリー           |
| 21  | MF   | フランス         | マルタン・アドゥラン     |
| 22  | FW   | フランス         | クレマン・ビイェマズ     |
| 23  | FW   | フランス         | アレクシ・ボゼッティ     |
| 24  | FW   | コートジボワール | ジョナタン・コジア       |
| 27  | FW   | フランス         | ステーヴ・シャマル       |
| 28  | FW   | フランス         | アントワーヌ・ラローズ   |
| 30  | GK   | フランス         | ティディアン・マルベック |
| 41  | DF   | フランス         | ティボー・デルフィス     |

## 歴代監督
- リュシアン・ルデュク 1951-1958
- レオン・グロヴァツキ 1968-1969
- ギ・ステファン 1989-1992
- ローラン・ギヨー 2021-